# Leopardus colocolo
O colocolo (Leopardus colocolo), ou gato-palheiro, (na literatura inglesa é referido como gato-dos-pampas) é um pequeno gato selvagem, nativo da zona ocidental central da América do Sul, que ocorre desde o Equador e Chile através da Cordilheira dos Andes na Argentina e alguns países andinos. Pouco se conhece acerca dos hábitos de caça e dos cuidados parentais com os filhotes. Acredita-se que é um exímio caçador noturno, que caça principalmente pequenos mamíferos e aves. Através de levantamentos taxonômicos recentes, duas subespécies foram elevadas a espécies: o gato-palheiro-do-pantanal (L. braccatus) e o gato-dos-pampas ou gato-palheiro-dos-pampas (L. pajeros).

## Características

### Aspectos físicos gerais
O Leopardus colocolo é pequeno, alcança de 50 a 70 cm e um pesa de 3 a 7 kg, aproximadamente. A cor da sua pelagem varia de cinza a amarelo e de marrom escuro, coberto com franjas de cor marrom e linhas escuras na nuca e nos ombros. Vive normalmente entre 9 e 16 anos. 
Em um exemplar adulto, distingue-se por seu corpo alargado e flexível. Suas orelhas são pontiagudas e pequenas, e seu rosto amplo, similar no aspecto ao gato doméstico. Têm poderosos dentes, principalmente os molares, que são pontiagudos. Reproduz-se uma vez ao ano, com uma prole de uma a três crias, a gestação demora 80 dias de gestação.

### Exemplares do Brasil
Os exemplares presentes na região central do Brasil podem  apresentar uma tonalidade marrom-avermelhada e patas total ou até mesmo parcialmente negras; os do estado do Rio Grande do Sul são cinza-amarelados. A região do ventre é mais clara e com pintas negras, ou marrons e/ou uma faixa de pelos de 7 centímetros de comprimento no dorso, (em regiões frias), estendendo-se da cabeça até a ponta da cauda. Apresenta pelos consideravelmente longos. Os olhos são marrom-amarelados. 
Alimenta-se de pequenos mamíferos, como pacas, cuícas, lebres, diversos tipos de vegetais, algumas aves, ovos de aves ou répteis, insetos e pequenos répteis. Pode ser considerado praticamente terrestre, mas pode escalar árvores e passar grande parte do dia descansando em troncos, é de habito noturno e solitário, mas formam pares na época do acasalamento. Os cuidados parentais duram até os filhotes completarem um ano de idade. Atinge a maturidade sexual aos dois anos de idade. A época de reprodução estende-se de abril a julho. Habita áreas abertas como pampas, campos, cerrados, pantanal e florestas montanhosas (região andina). 
No Brasil, sua distribuição ainda é pouco clara, pode ocorrer no Rio Grande do Sul, partes de Mato Grosso e Mato Grosso do Sul, Brasil central (cerrado) até o sudoeste do Piauí, sudeste do Maranhão, oeste da Bahia e do Estado de Minas Gerais.
No Rio Grande do Sul acredita-se que a espécie está em eminente perigo de desaparecimento, devido à caça indiscriminada e ao extermínio dos campos e banhados de várzeas, nas baixadas entre as coxilhas.

## Subespécies
- Leopardus colocolo braccatus (por alguns elevada a espécie: L. braccatus)
- Leopardus colocolo budini
- Leopardus colocolo colocolo
- Leopardus colocolo crespoi
- Leopardus colocolo garieppi
- Leopardus colocolo munoai (por alguns elevada a espécie: L. munoai)
- Leopardus colocolo pajeros (por alguns elevada a espécie: L. pajeros)
- Leopardus colocolo thomasi
- Leopardus colocolo Pantanal
- Acrescenta-se ainda a subespécie dos pampas

- Commons
- Wikispecies